# Wuxi
Wuxi (chinesisch 無錫市 / 无锡市, Pinyin Wúxī Shì – „Stadt ohne Zinn“) ist eine chinesische bezirksfreie Stadt. Wuxi liegt in der Provinz Jiangsu, zwischen dem Jangtsekiang und dem Binnensee Tai Hu. Das Verwaltungsgebiet der Stadt Wuxi hat eine Fläche von 4787,61 km² und hat 7.462.135 Einwohner (Stand: Zensus 2020). Laut Zensus 2010 betrug die Einwohnerzahl 6.374.399 und ist damit in zehn Jahren um knapp 1,1 Millionen Bewohner angestiegen. Im eigentlichen städtischen Siedlungsgebiet von Wuxi leben laut dem statistischen Amt der Stadt Wuxi 3.090.000 Menschen (Stand: Ende 2018).
Laut Statista war Wuxi im Jahr 2020 die Stadt mit den zweitmeisten Überwachungskameras pro Kopf.

## Administrative Gliederung
Auf Kreisebene setzt sich Wuxi aus fünf Stadtbezirken und zwei kreisfreien Städten zusammen. Diese sind:
- Stadtbezirk Liangxi (梁溪区 / 梁溪區), 65,95 km², 953.000 Einwohner, Zentrum;
- Stadtbezirk Binhu (濱湖區 / 滨湖区), 628,15 km², 695.800 Einwohner, Sitz der Stadtregierung;
- Stadtbezirk Huishan (惠山區 / 惠山区), 325,12 km², 706.600 Einwohner;
- Stadtbezirk Xishan (錫山區 / 锡山区), 399,11 km², 702.800 Einwohner;
- Stadtbezirk Xinwu (新吴区 / 新吳區), 220,01 km², 560.000 Einwohner;
- Stadt Jiangyin (江陰市 / 江阴市), 986,97 km², 1,637 Mio. Einwohner;
- Stadt Yixing (宜興市 / 宜兴市), 1.996,61 km², 1,253 Mio. Einwohner.

## Geschichte
Wuxi besitzt eine 3000-jährige Stadtgeschichte. Die Stadtgründung fand gegen Ende der Shang-Dynastie statt. Unter Taibo, ältester Sohn von Kaiser Zhouwu, wurde die Stadt errichtet und entwickelte sich zu einem kulturellen Zentrum des Wu-Staates. Während der Zhou-Dynastie- und Qin-Dynastie wurde sie ein Zentrum des Zinnbergbaus, woraus sich der Stadtname Youxi (有錫 / 有锡 – „hat Zinn“) ergab. Als die Zinnvorkommen um das Jahr 221BC westlich der heutigen Innenstadt erschöpft waren, wurde die Stadt in Wuxi (無錫 / 无锡 – „hat kein Zinn“) umbenannt.
Die früheste kommerzielle Entwicklung in Wuxi lässt sich auf die Frühlings- und Herbstperiode und die Zeit der Streitenden Reiche zurückführen, als hier bereits kommerzielle Aktivitäten stattfanden. Seit der Antike ist es ein Vertriebszentrum für Seide, Tee, Reis und andere Waren. Im Laufe der Geschichte hat sich Wuxi nach und nach zu einem Verkehrsknotenpunkt und Handelszentrum in der Region Jiangnan entwickelt.

## Wirtschaft und Infrastruktur

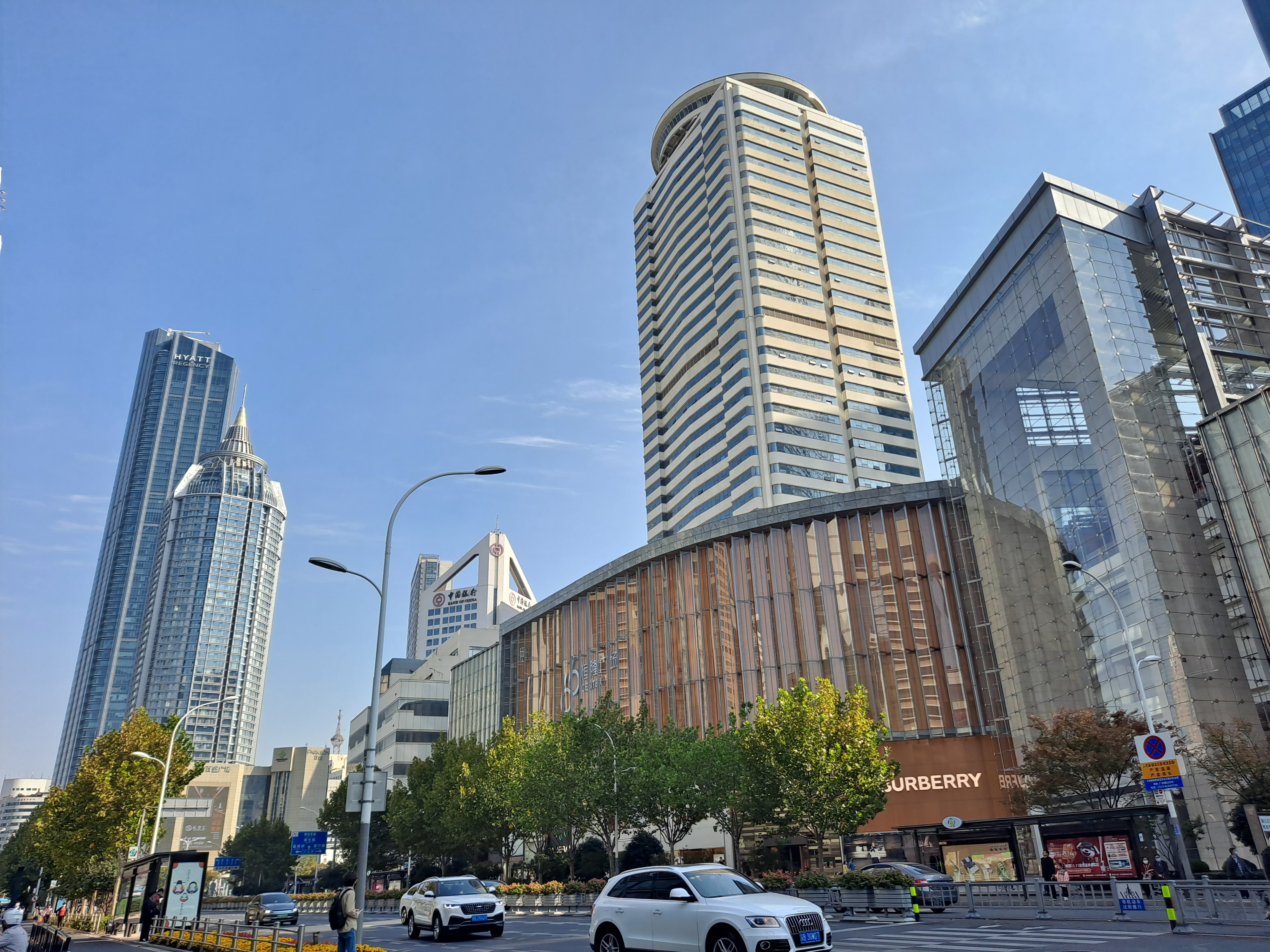
Stadtgebiet

### Wirtschaft
Aufgrund seiner aufstrebenden wirtschaftlichen Entwicklung wird Wuxi oft auch als „Klein-Shanghai“ bezeichnet. Wuxi ist eines der ostchinesischen Wirtschaftszentren und nach Nanjing die zweitbedeutendste Stadt der Provinz Jiangsu. Als erste Stadt in dieser Provinz entstand hier ein Industriepark für ausländische Investoren. Nach einem Ranking des Wirtschaftsmagazins Forbes im Jahr 2008 zählte Wuxi zu den attraktivsten chinesischen Wirtschaftsstandorten. Es belegte Platz 3 in der Liste der besten Wirtschaftsstädte in Festlandchina. Laut einer Studie aus dem Jahr 2014 erwirtschafte Wuxi ein Bruttoinlandsprodukt von 211,46 Milliarden US-Dollar in Kaufkraftparität. In der Rangliste der wirtschaftsstärksten Metropolregionen weltweit belegte die Stadt damit den 50. Platz. Das BIP pro Kopf liegt bei 44.760 US-Dollar (KKP). Wuxi gehört damit zu den reichsten Städten in ganz China.

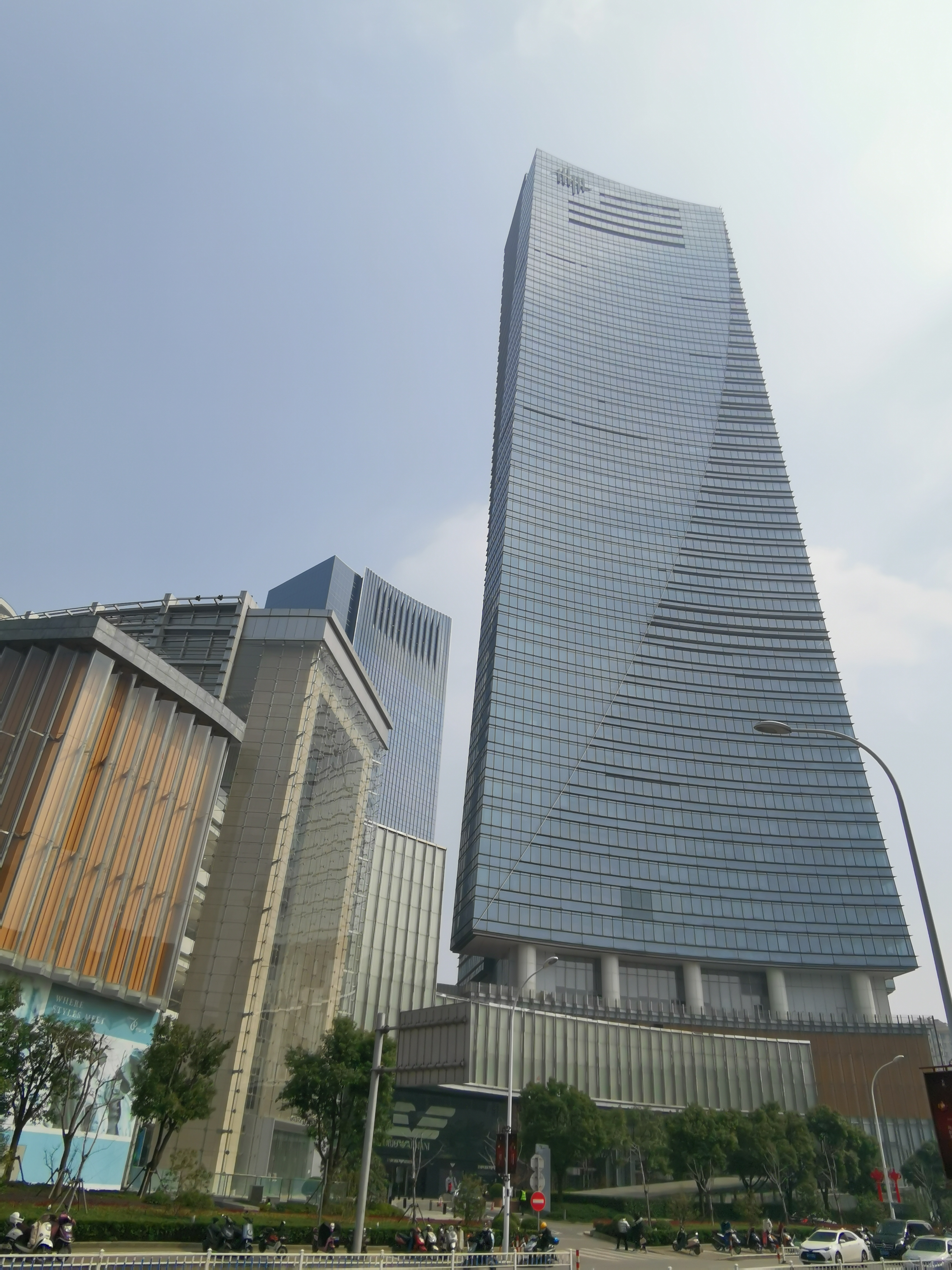
High-End-Einkaufszentrum henglong

Traditionell ist die Textilverarbeitung von hoher Bedeutung, wird aber zunehmend von Unternehmen der  Hochtechnologie verdrängt. Dazu gehören die klassische Elektro-, Maschinenbau- und Automobilindustrie, sowie neue Bereiche wie Chipfabriken, Erneuerbare Energien oder Software und Internetdienstleistungen. So findet sich hier das National Supercomputing Center mit dem zum Zeitpunkt 2016 weltweit leistungsfähigsten Supercomputer. Mit Firmen wie Suntech und Lead ist Wuxi ein Zentrum der chinesischen Batterie-Solartechnik geworden.
Außerdem ist sie eines der Hauptinvestitionsziele der japanischen Wirtschaft. Große internationale Unternehmen wie Sony, Konica Minolta, Panasonic, Bosch sowie etwas kleinere wie Agfa oder Vaillant sind mit Filialen in der Stadt vertreten. Daneben hat sich auch die Pharmaindustrie in Wuxi angesiedelt, Firmen wie WuXi AppTec oder AstraZeneca haben hier Forschung und Entwicklung sowie Produktionswerke. Darüber hinaus hat sich die Stadtregierung von Wuxi auch für die Optimierung des Geschäftsumfelds eingesetzt und viele in- und ausländische Investoren und Unternehmer für Investitionen und Unternehmensgründungen gewonnen.

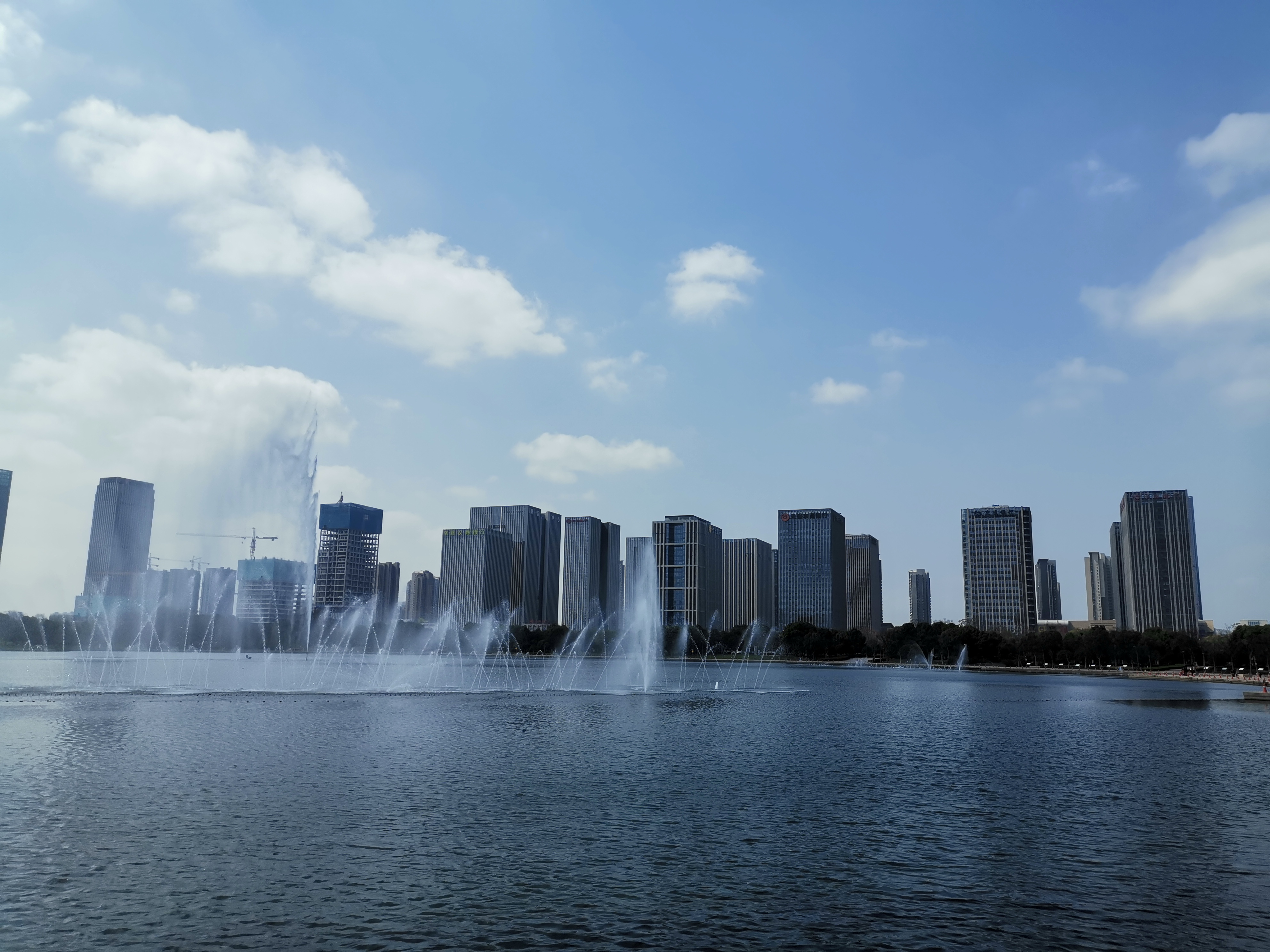
Finanzzentrum

### Transport
Wuxi profitiert von ihrer günstigen Lage am Kaiserkanal sowie einer Autobahn und einer Eisenbahnlinie nach Shanghai und Nanjing. Mit der Einführung der CRH-Hochgeschwindigkeitszüge am 18. April 2007 ist Shanghai in 45 Minuten Fahrtzeit zu erreichen. Wuxi ist außerdem das Zentrum des Wasserverkehrs im südlichen Jiangsu.

#### Metro und Bus
Der öffentliche Personennahverkehr besteht aus der U-Bahn der Wuxi Metro, Vorortbahnstrecken und Bussen. Die erste Linie der U-Bahn wurde 2014 nach sechs Jahren Bauzeit eröffnet. Darüber hinaus ist Wuxi eine Modellstadt der Zentralregierung zur Entwicklung von effizienten Verkehrsleitsystemen. Wuxi Public Transport bezieht sich auf das städtische öffentliche Straßenverkehrssystem, das die Stadt Wuxi in der Provinz Jiangsu in China bedient. Die erste Linie wurde 1927 eröffnet. Im Jahr 2020 verfügt Wuxi Public Transport über 297 Buslinien mit einer Länge von 5.760 Kilometern und 3.036 Betriebsfahrzeugen. Im Jahr 2020 wird das jährliche Passagieraufkommen des öffentlichen Nahverkehrs in Wuxi 191,18 Millionen Passagiere betragen.

##### Wuxi Metro

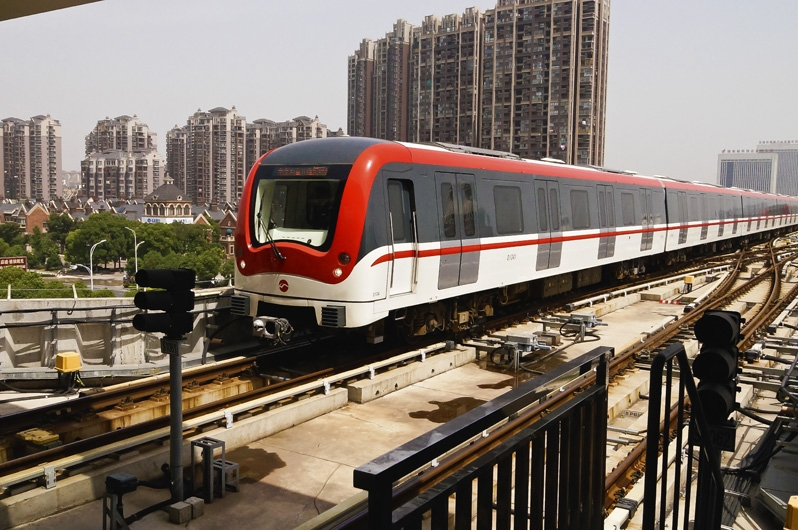
Wuxi Metro

Wuxi Metro ist ein städtisches Schienenverkehrssystem, das die Stadt Wuxi in der chinesischen Provinz Jiangsu bedient. Die erste Linie, die Wuxi Metro Line 1, wurde am 1. Juli 2014 offiziell in Betrieb genommen und macht Wuxi zur 22. Metropolregion auf dem chinesischen Festland. Es ist die dritte Stadt in der Provinz Jiangsu, die den Schienenverkehr eröffnet. Seit Januar 2024 gibt es in der Wuxi Metro 5 Betriebslinien, nämlich Wuxi Metro Linie 1, Wuxi Metro Linie 2, Wuxi Metro Linie 3 Phase I, Wuxi Metro Linie 4 Phase I, Wuxi Metro Linie S1. Es handelt sich allesamt um U-Bahnlinien mit einer Betriebslaufleistung von 145 Kilometern und insgesamt 97 Stationen. Mit Stand Januar 2024 befinden sich in der Metro Wuxi vier Linien im Bau, nämlich die Wuxi Metro-Linie 4 Phase II, die Wuxi Metro-Linie 5 Phase I, die Wuxi Metro-Linie 6 Phase I und die Wuxi Metro-Linie S2 mit einer Gesamtlänge von etwa 120 Kilometer. Am 21. Januar 2024 erreichte der tägliche Passagierstrom des U-Bahn-Netzes Wuxi mit 1,3 Millionen Passagieren ein Rekordhoch. Am 16. Februar 2024 beförderte das U-Bahn-Netz von Wuxi 1,4112 Millionen Passagiere, ein Rekordwert.

#### Eisenbahn
Der Hauptbahnhof Wuxi liegt an der Intercity-Hochgeschwindigkeitsstrecke Shanghai–Nanjing, einer 301 Kilometer langen Eisenbahnstrecke, die am 1. Juli 2010 eröffnet wurde und sie direkt mit der Provinzhauptstadt Nanjing, Shanghai und Suzhou verbindet. Neben dem Hauptbahnhof gibt es noch die Station Wuxi-Ost an einer weiteren Hochgeschwindigkeitsstrecke, dieser Bahnhof liegt im Nord-Osten der Stadt.

#### Flugverkehr
Der 14 Kilometer vom Stadtzentrum entfernte internationale Wuxi Sunan Shuofang Flughafen wurde 2004 auf einem Teil des weiterhin bestehenden Militärflugplatz eröffnet. Im Oktober 2007 wurde ein neues Terminal eingeweiht. Neben Regionalflügen wie Peking, Guangzhou, Shenzhen, Hongkong, werden auch Flugverbindungen in das asiatische Ausland nach Taipeh, Singapur und Osaka angeboten.

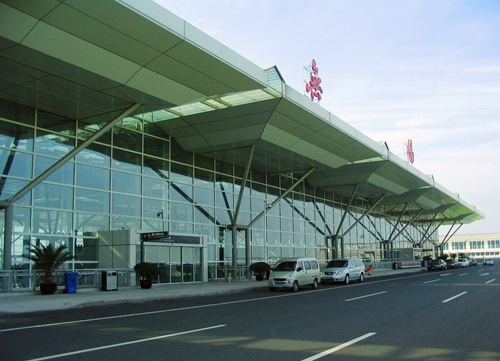
Flughafen Wuxi

#### Straßenverkehr
Wuxi liegt am China National Highway 312, der Shanghai mit Zentral- und Nordwestchina verbindet. Die 274 Kilometer (170 Meilen) lange Schnellstraße Shanghai-Nanjing (G42), die im November 1996 eröffnet wurde und sie mit Shanghai, Suzhou, Changzhou, Zhenjiang und anderen Städten in der Provinz Jiangsu verbindet.[43] Die 62,3 Kilometer (38,7 Meilen) lange Wuxi-Yixing-Schnellstraße verbindet Wuxi mit Yixing innerhalb des Gebiets auf regionaler Präfekturebene.

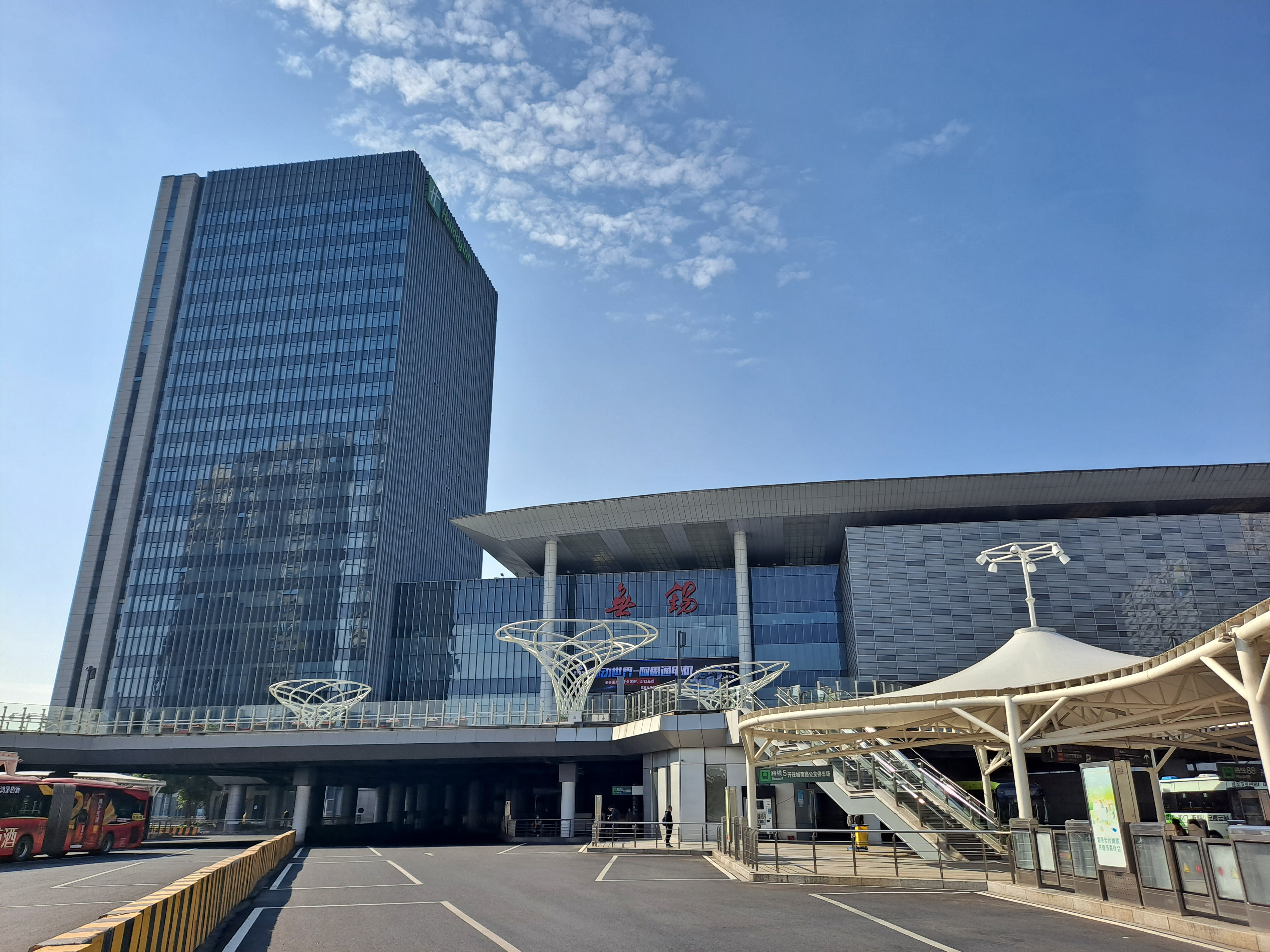
Bahnhof Wuxi

#### Häfen und Binnenschifffahrt
Der Hafen Wuxi Jiangyin verfügt über 12 Liegeplätze, die hauptsächlich im Hafengebiet Shenxia verteilt sind und alle die offene Zulassung für ausländische Schiffe bestanden haben, mit einer Gesamtfläche von 1,5 Millionen Quadratmetern, die von der Niederlassung Dagang bzw. der Niederlassung Dacheng betrieben werden. Die Niederlassung Dagang verfügt über eine Hoffläche von 710.000 Quadratmetern und verfügt über zwei große Lagerhallen mit einer Fläche von jeweils 12.000 Quadratmetern, die jeweils mit zwei 20-Tonnen-Kränen ausgestattet sind. Es gibt 10 Liegeplätze und an der Vorderseite des Docks herrscht das ganze Jahr über eine Wassertiefe von −15 Metern. Darunter befinden sich zwei 50.000-Tonnen- und 100.000-Tonnen-Hochseeliegeplätze sowie ein 2.000-Tonnen-Hochseeliegeplatz, ausgestattet mit neun Portalkränen mit einer Tragfähigkeit von 40 Tonnen, die die Ladung ankommender Schiffe unter 100.000 Tonnen abfertigen können. Außerdem gibt es vier 5.000-Tonnen-Binnenliegeplätze mit einer Gesamtlänge von 536 Metern, die mit mehreren Portalkränen und Ladebandförderern für Hafenbaggerungen ausgestattet sind. Das Hafengelände ist mit sieben 120-150-Tonnen-LKW-Waagen und zwei Portalkränen ausgestattet. Das Lager verfügt über eine maximale Lagerkapazität von 3 Millionen Tonnen. Es ist hauptsächlich für das Entladen, Lagern und Umladen von Metallerz, Kohle und einigen Stückgütern zuständig. Um den Bedürfnissen der Kunden gerecht zu werden, verfügt die Niederlassung Dagang auch über Erzsieb- und Zerkleinerungsanlagen. Nach dem Zerkleinern kann es vom Bandförderer direkt zum Siebsieb transportiert werden. Die Sieböffnung kann an die Bedürfnisse verschiedener Kunden angepasst werden, und die Produktion und Verarbeitung kann Stückerz und Feinerz mit einer Jahresproduktion von 800.000 bis 1 Million Tonnen bilden. Die Dagang-Niederlassung hat außerdem Linienrouten für Stückgut mit drei Konditionen von Jiangyin in den Nahen Osten, nach Thailand und Südkorea eingeführt. Die Niederlassung Dacheng wurde 2015 fertiggestellt und in Betrieb genommen.

## Tourismus
Touristisch erschlossen ist Wuxi aufgrund seiner Lage am Tai Hu (太湖), dem drittgrößten Binnensee Chinas. Sehenswürdigkeiten sind z. B. die 1996 fertiggestellte, 88 Meter hohe Buddha-Statue am Lingshan, der Luding-Bergpark sowie der Garten der Zerstreuung, der zu den berühmten Privatgärten Südchinas zählt. Südlich des Tai Hu-Sees befindet sich, auf einer Halbinsel gelegen, der Yuantou Zhu Park. Im Park stehen Teehäuser, Pavillons und ein Leuchtturm, welche in der Vergangenheit den wohlhabenden Chinesen als Sommerresidenz dienten.
Am Ufer des Li-Sees liegt der 8,2 ha große Li-Garten, der Legende nach angelegt für Fan Li in der Zeit der Frühlings- und Herbstannalen. Der Frühlings- und der Herbstpavillon, die auf die Frühlings- und Herbstperiode zurückgehen, bilden den höchsten Punkt im Park. Die heutigen Bauwerke sind Rekonstruktionen.

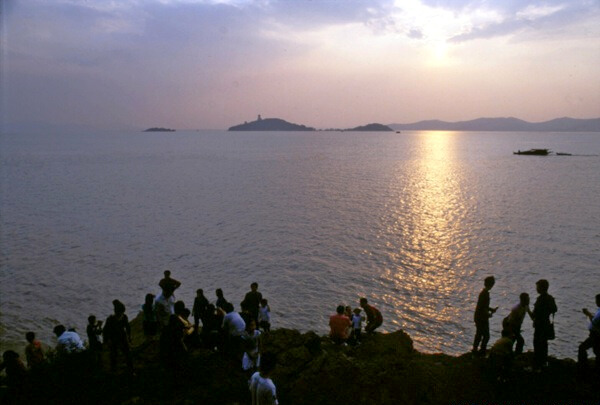
Yuantouzhu-Halbinsel und die Insel Sanshan im Tai-See
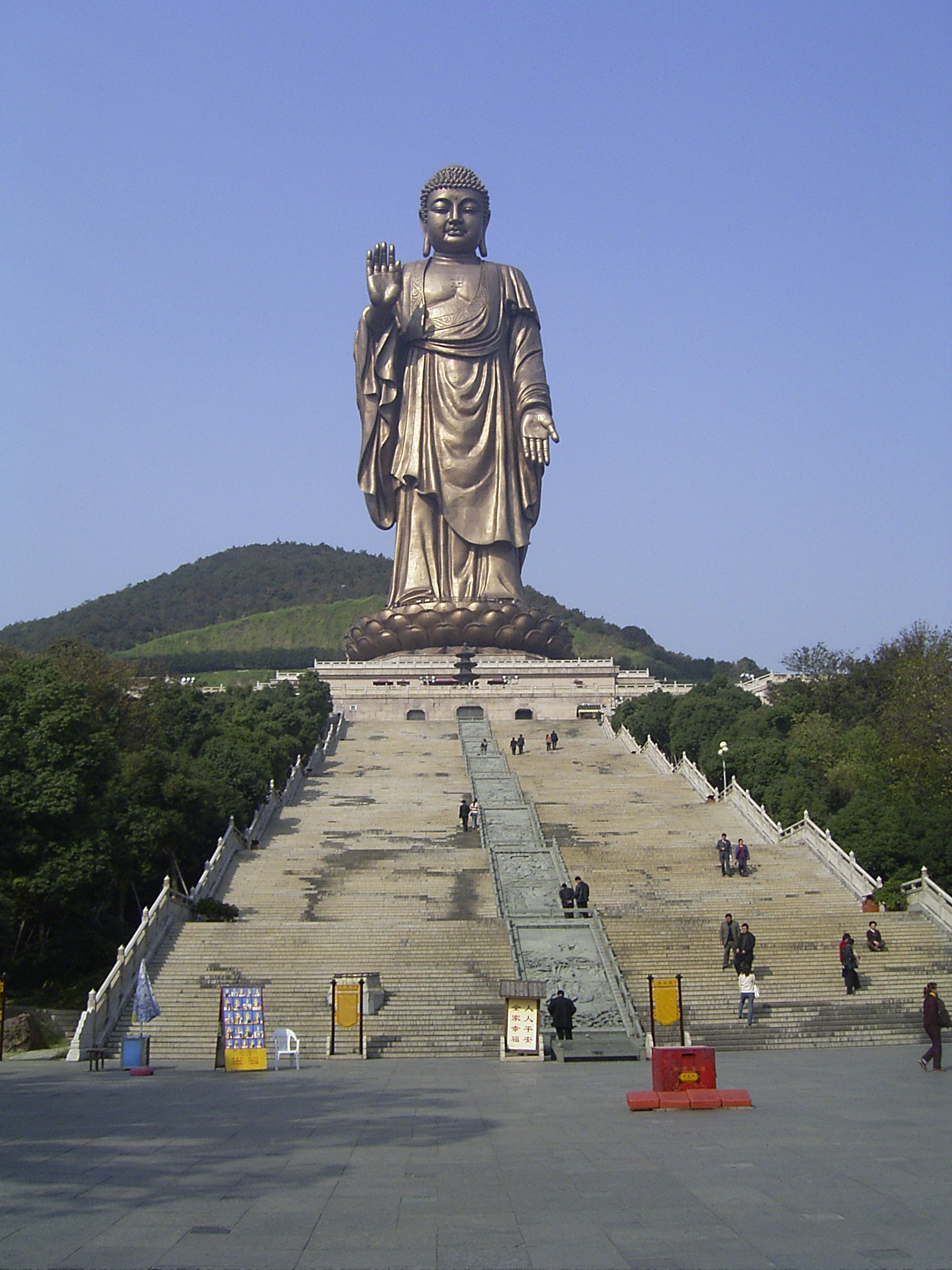
Buddha-Statue am Lingshan
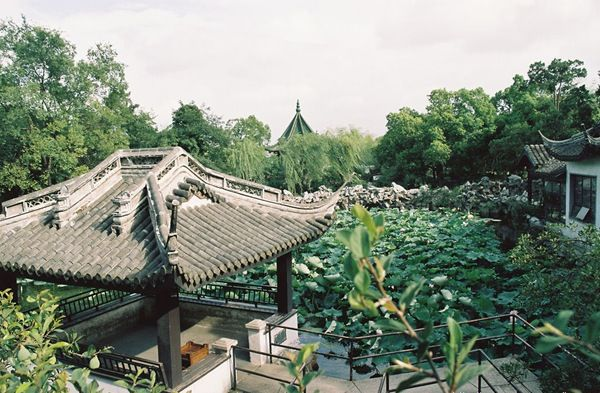
Liyuan-Garten am Li-See
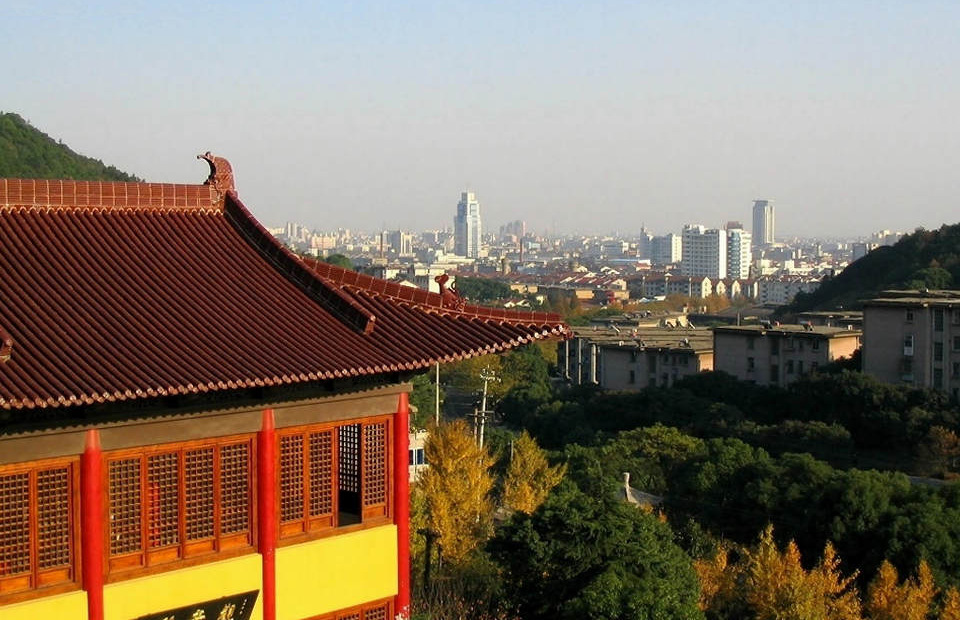
Blick vom Qingshan-Tempel auf den westlichen Teil von Wuxi
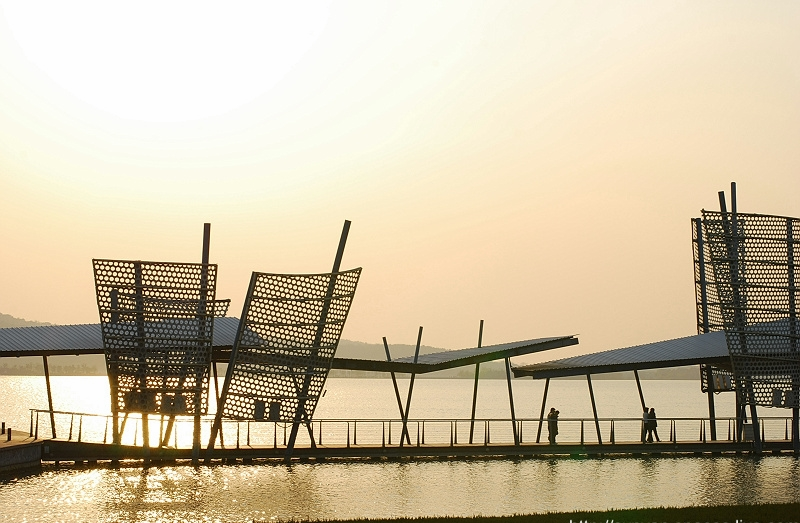
Lihu
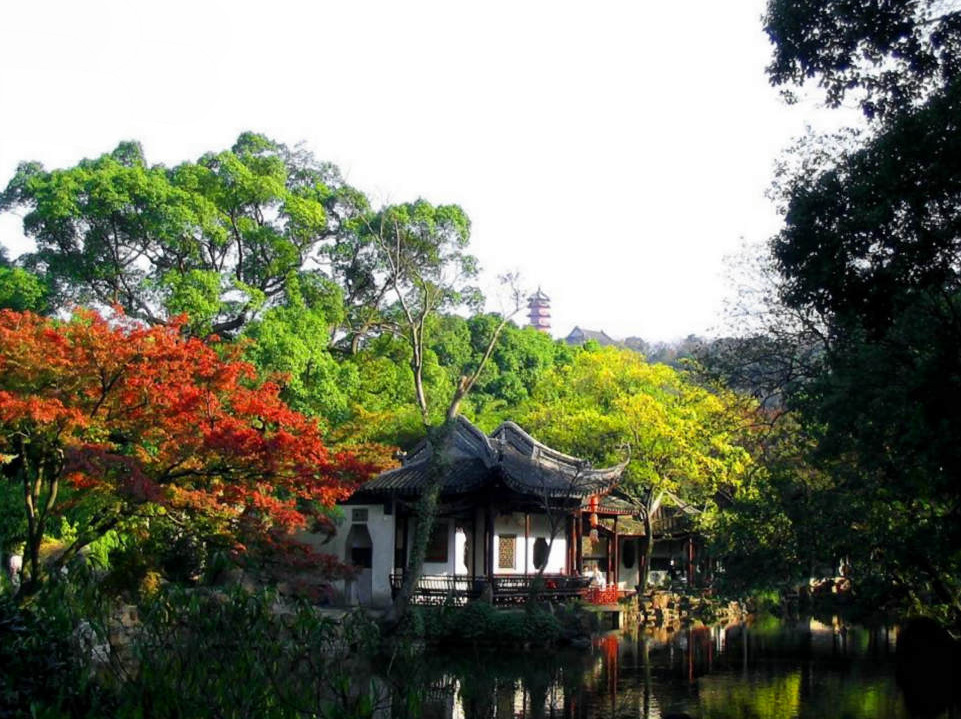
J i Feld Königlicher Garten
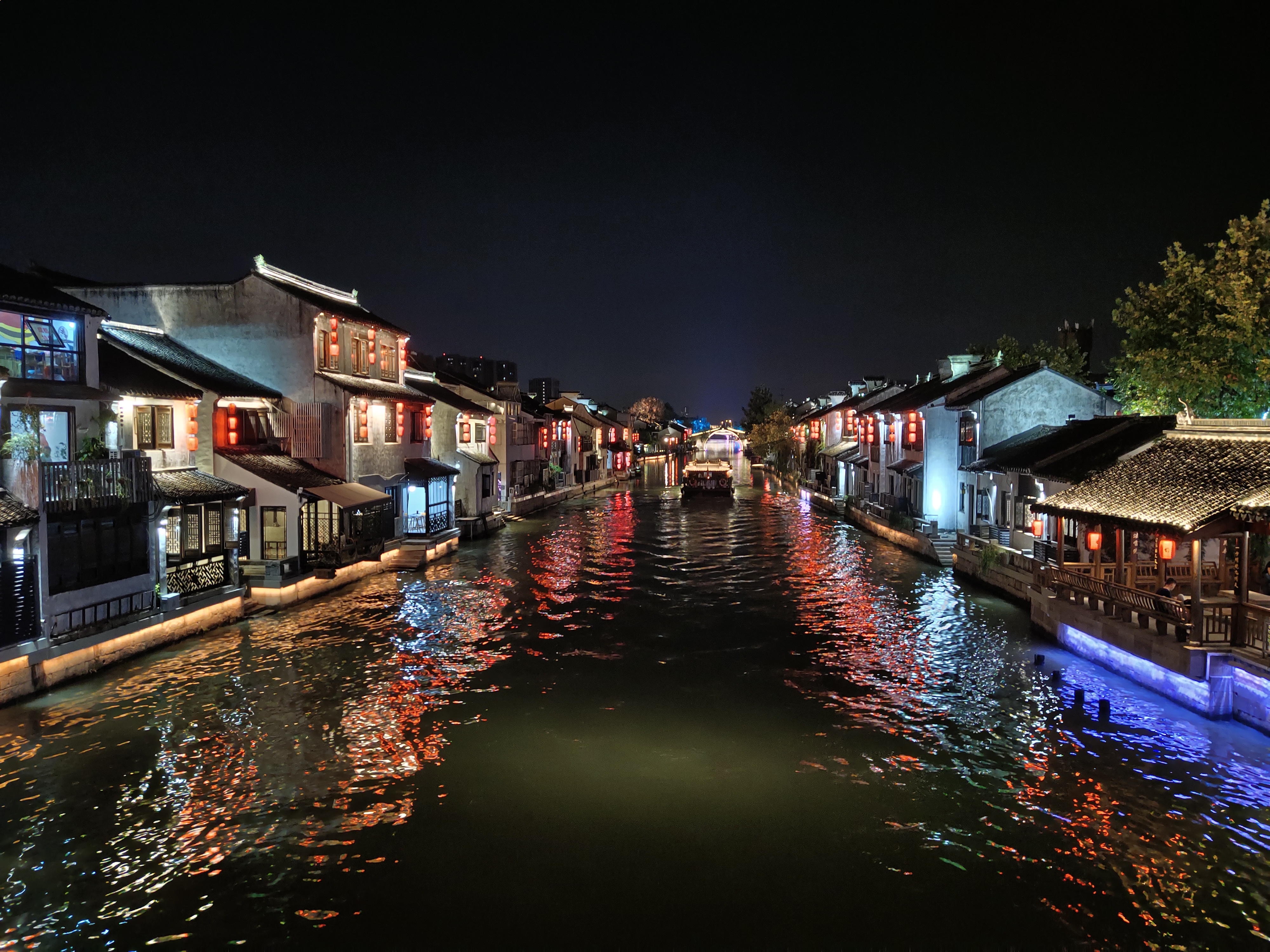
Geschichts- und Kulturviertel Qingmingqiao
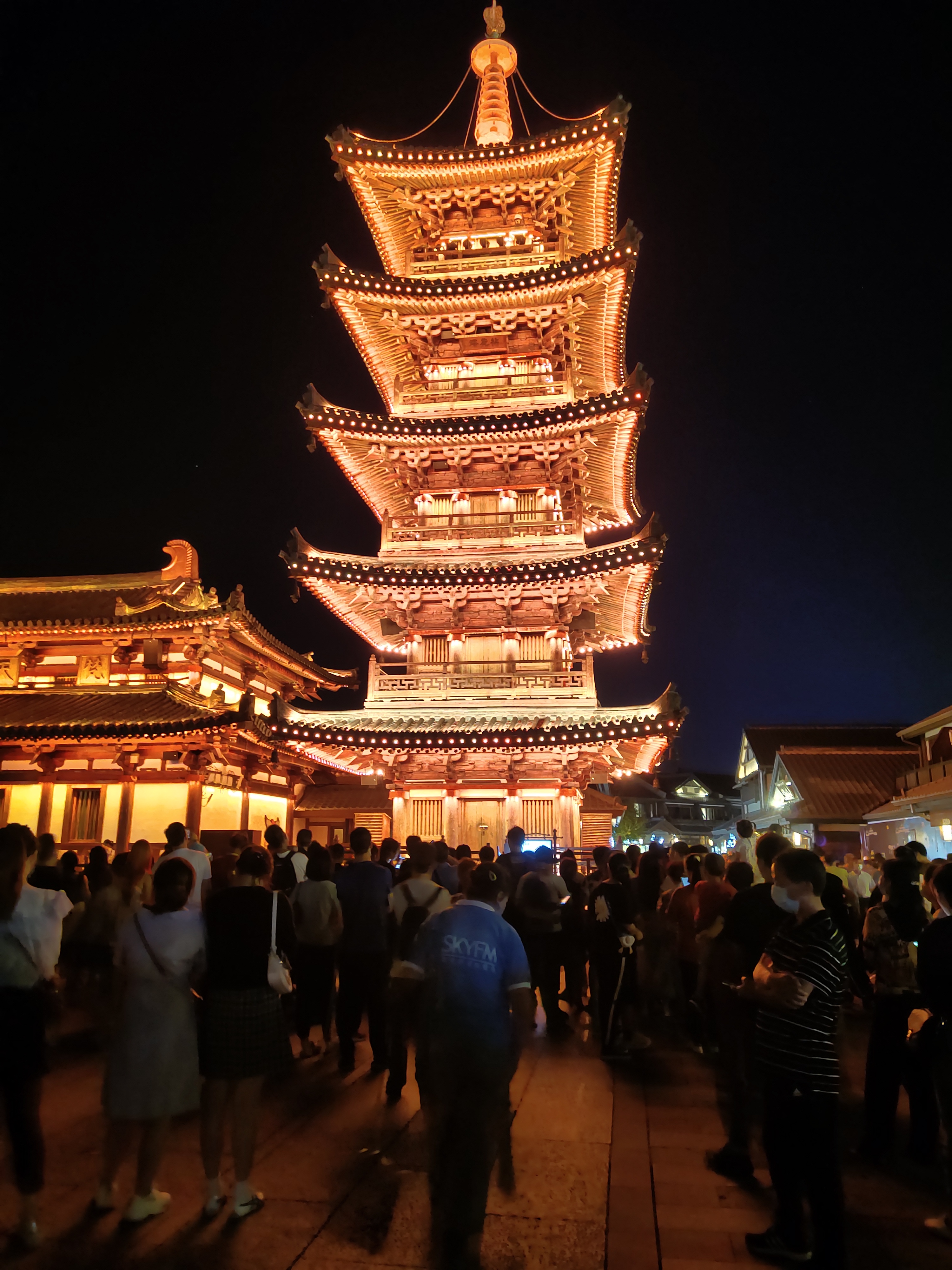
Lingshan-Stadt Nianhua Bay

## Bildung

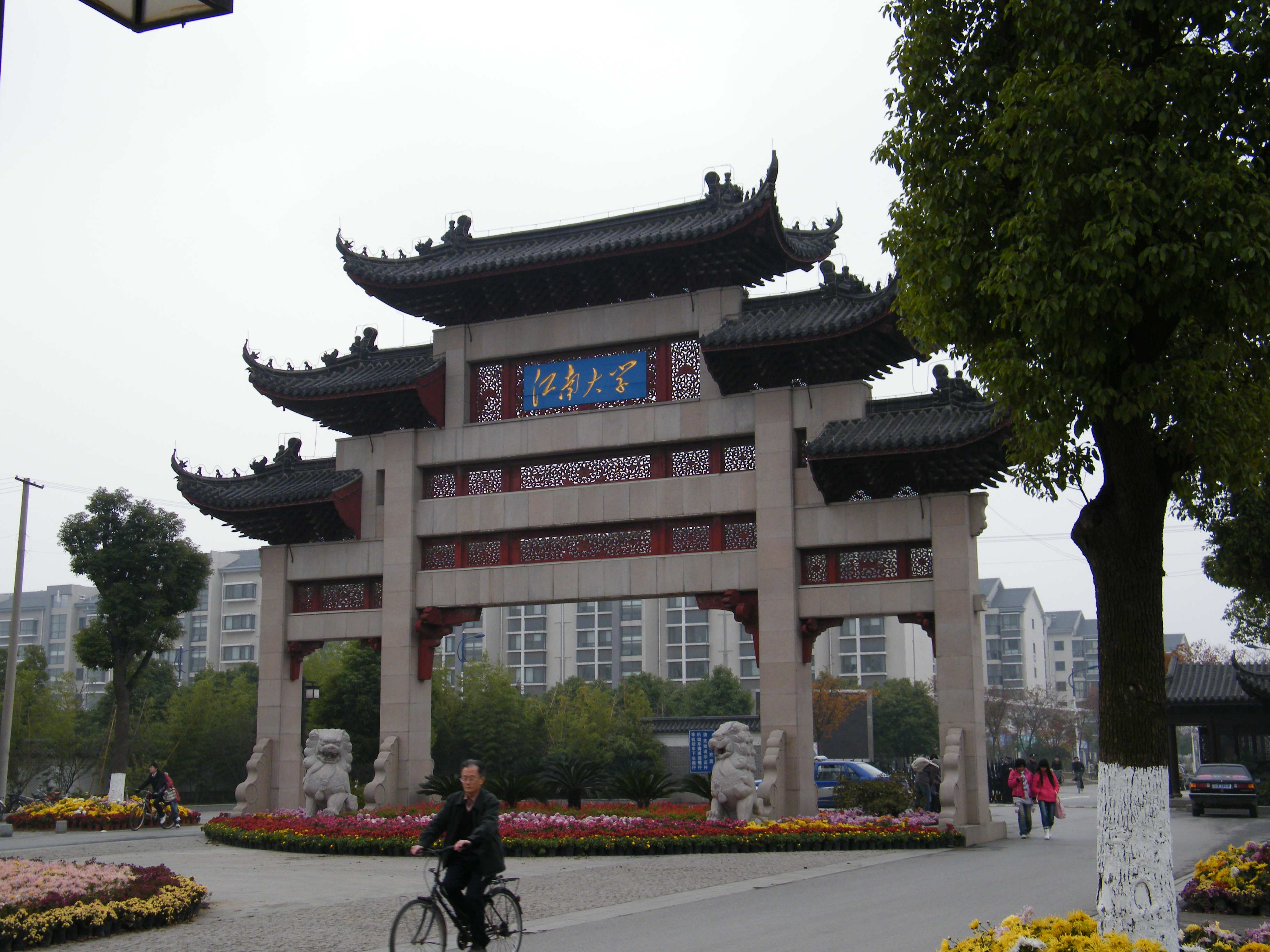
Jiangnan-Universität

Die Jiangnan-Universität bietet 63 Studiengänge an und ist mit 30378 Studenten (Stand 2019) die größte Hochschule von Wuxi. Eine weitere Universität ist die Taihu University Wuxi.
Neben den Universitäten gibt es acht weitere Hochschulen und Fachhochschulen, die u. a. auf Informationstechnologie, Erziehung und technische Wissenschaften spezialisiert sind. Darüber hinaus bestehen neun Colleges in Wuxi.
Wuxi ist eines der Zentren deutscher Bildung in China. Die Schüler werden auf IHK-Prüfungen und auf ein Studium nach deutschen Standards vorbereitet. Zudem wird ein berufsbegleitendes Studium in englischer Sprache durchgeführt, um die zahlreichen ortsansässigen deutschen Unternehmen, u. a. Siemens, Bosch, Lanxess u. v. m. zu unterstützen. Die hierfür verantwortliche Internationale Verwaltungs- und Wirtschafts-Akademie IVWA wurde 2006 mit dem iMOVE Weiterbildungs-Export-Preis 2006 ausgezeichnet. Seit 2007 betreibt die IVWA eine deutsche Schule in Wuxi.

## Sport (Auswahl)
In der Stadt befindet sich das 7.155 Zuschauer fassende Wuxi Sports Center Gym.
2018 fanden die Fechtweltmeisterschaften in Wuxi statt.

## Städtepartnerschaften
- Cascais, Portugal
- Akashi, Japan
- Chattanooga, Tennessee, USA
- Sagamihara, Japan
- Hamilton, Neuseeland
- Scarborough, Kanada
- Davis, Kalifornien, USA
- Alameda, Kalifornien, USA
- Ratingen, Deutschland (mit dem Stadtbezirk Huishan, seit 2007)
- Bocholt, Deutschland (Wirtschaftspartnerschaft)[14]
- Leverkusen, Deutschland (seit 2014[15]; Wirtschaftspartnerstadt seit 2005)[16]
- Gimhae, Südkorea
- Daejeon, Südkorea
- Ballerup, Dänemark
- Zielona Góra, Polen
- Tiberias, Israel

Außerdem schlossen die kreisfreien Städte Jiangyin und Yixing im Verwaltungsbereich Wuxi eine Partnerschaft mit:
- Belo Horizonte, Brasilien
- Novo mesto, Slowenien

## Söhne und Töchter der Stadt
- Xue Fucheng (1838–1894), qingzeitlicher-Gesandter in Europa
- A'Bing (1893–1950), Komponist und Erhu-Spieler
- Yang Yinliu (1899–1984), Musikforscher
- Qian Zhongshu (1910–1998), Schriftsteller und Gelehrter
- Fang Zhaoling (1914–2006), Malerin
- Qian Lingxi (1916–2009), Bauingenieur
- Rong Yiren (1916–2005), Kaufmann, Politiker und Ex-Vizepräsident der Volksrepublik China
- Wang Xuan (1936–2006), Informatiker; Erfinder der Computer-Lasersatztechnik für chinesische Schriftzeichen
- Zhou Yongkang (* 1942), Politiker
- Jimmy Wang Yu (1943–2022), Schauspieler, Regisseur und Filmproduzent
- Ye Jiangchuan (* 1960), Schachmeister
- Cai Zhenhua (* 1961), Tischtennisspieler, -trainer und -funktionär
- Miao Xiaochun (* 1964), Fotokünstler und Computergrafiker
- Gu Jun (* 1975), Badmintonspielerin
- Yan Lu (* 1976), Chemikerin und Hochschullehrerin
- Cheung Yuk (* 1981), Tischtennisspieler
- Zhu Lin (* 1994), Tennisspielerin
- Wu Chengshu (* 1996), Fußballspielerin

## Belege
1. 1 2  citypopulation.de: Wúxī Shì, Stadt auf Präfekturebene in Jiāngsū Shĕng (China), abgerufen am 12. Dezember 2021
2. ↑  citypopulation.de: China: Jiāngsū, Provinz Jiangsu - In der Tabelle mit der Überschrift "Die größten Städte", abgerufen am 12. Dezember 2021
3. ↑  Infographic: The Most Surveilled Cities in the World. Abgerufen am 15. Februar 2021 (englisch).
4. ↑  走进江苏 行政区划. 江苏省政府门户网站, 18. Mai 2018, archiviert vom Original (nicht mehr online verfügbar) am 20. September 2021; abgerufen am 24. August 2018 (chinesisch).  Info: Der Archivlink wurde automatisch eingesetzt und noch nicht geprüft. Bitte prüfe Original- und Archivlink gemäß Anleitung und entferne dann diesen Hinweis.
5. ↑  Alan Berube, Jesus Leal Trujillo, Tao Ran, Joseph Parilla: Global Metro Monitor. In: Brookings. 22. Januar 2015 (brookings.edu [abgerufen am 19. Juli 2018]).
6. ↑  Top-500-Supercomputer: China ist Nummer 1 mit selbst entwickelten Prozessoren. golem.de, 20. Juni 2016.
7. ↑  Konica Minolta wird grüner. In: labelpack.de. 13. März 2020, abgerufen am 9. August 2022.
8. ↑  Production Site in Wuxi, China, Achieves First “Green Factory Certification System Level 2” Among Business Technologies Factories. In: konicaminolta.com. 4. März 2014, abgerufen am 9. August 2022 (englisch).
9. ↑  Our Locations | WuXi AppTec. Abgerufen am 10. Februar 2024 (amerikanisches Englisch).
10. ↑  百度安全验证. Abgerufen am 23. Februar 2024.
11. ↑  百度安全验证. Abgerufen am 23. Februar 2024.
12. ↑  昨天，又创新高了！_澎湃号·政务_澎湃新闻-The Paper. Abgerufen am 20. Februar 2024.
13. ↑  Chinatours Wuxi.
14. ↑  „Wuxi in China“ auf bocholt.de (Memento vom 18. Juli 2011 im Internet Archive) zur Partnerschaft. (Überprüft am 7. Januar 2007)
15. ↑  Leverkusen: Oberbürgermeister Buchhorn unterzeichnet Städtepartnerschaft mit Wuxi. In: leverkusen.com. 5. Juni 2014, abgerufen am 9. August 2022.
16. ↑  Intensive wirtschaftliche Zusammenarbeit mit der chinesischen Stadt Wuxi soll Wirklichkeit werden, abgerufen am 5. Juni 2014